# Championnat du Chili féminin de football
Le Championnat du Chili de football féminin est une compétition de football féminin organisée par la Fédération du Chili de football, opposant les 16 meilleures équipes du Chili. Le champion se qualifie pour la Copa Libertadores féminine.

## Palmarès

### Vainqueurs
| Saison           | Champion             | Vice-champion        |
| ---------------- | -------------------- | -------------------- |
| 2008             | Everton              | Universidad de Chile |
| 2009             | Everton              | Coquimbo Unido       |
| 2010             | Colo-Colo            | Everton              |
| 2011 (Ouverture) | Colo-Colo            | Everton              |
| 2011 (Clôture)   | Colo-Colo            | Everton              |
| 2012 (Ouverture) | Colo-Colo            | Everton              |
| 2012 (Clôture)   | Colo-Colo            | Everton              |
| 2013 (Ouverture) | Colo-Colo            | Everton              |
| 2013 (Clôture)   | Colo-Colo            | Santiago Wanderers   |
| 2014 (Ouverture) | Colo-Colo            | Santiago Morning     |
| 2014 (Clôture)   | Colo-Colo            | Santiago Morning     |
| 2015 (Ouverture) | Colo-Colo            | Universidad de Chile |
| 2015 (Clôture)   | Palestino            | Colo-Colo            |
| 2016 (Ouverture) | Universidad de Chile | Palestino            |
| 2016 (Clôture)   | Colo-Colo            | Santiago Morning     |
| 2017 (Ouverture) | Colo-Colo            | Palestino            |
| 2017 (Clôture)   | Colo-Colo            | Santiago Morning     |
| 2018             | Santiago Morning     | Palestino            |
| 2019             | Santiago Morning     | Colo-Colo            |
| 2020             | Santiago Morning     | Universidad de Chile |
| 2021             | Universidad de Chile | Santiago Morning     |
| 2022             | Colo-Colo            | Universidad de Chile |
| 2023             | Colo-Colo            | Santiago Morning     |
| 2024             | Colo-Colo            | Universidad de Chile |

### Bilan
| Club                 | Victoires | Années                                                                            |
| -------------------- | --------- | --------------------------------------------------------------------------------- |
| Colo-Colo            | 16        | 2010, 20111,2, 20121,2, 20131,2, 20141,2, 20151, 20162, 20171,2, 2022, 2023, 2024 |
| Santiago Morning     | 3         | 2018, 2019, 2020                                                                  |
| Everton              | 2         | 2008, 2009                                                                        |
| Universidad de Chile | 2         | 20161, 2021                                                                       |
| Palestino            | 1         | 20152                                                                             |

1 championnat d'ouverture
2 championnat de clôture